# Wim Meuldijk
Willem Meuldijk (Schiedam, 8 juni 1922 – Vera, 27 december 2007) was een Nederlands scenarioschrijver en stripauteur die vooral bekend is geworden door zijn creatie van Pipo de Clown.

## Biografie

### Jeugd
Als kind sukkelde Meuldijk met zijn gezondheid. Hij had astma en moest noodgedwongen thuiszitten. Daar leefde hij zijn fantasie uit in het maken van strips en het verzinnen van verhalen. Na zijn schooltijd ging hij op kantoor werken, maar in 1942 besloot hij uit te kijken naar ander, inspirerender werk. Eigenlijk wilde hij liever tekenaar worden.

### 1940-1950
De Tweede Wereldoorlog greep echter in in zijn leven. Om te voorkomen dat hij gedwongen in Duitsland moest gaan werken, dook hij onder. Tijdens de oorlog ontwikkelde hij de strip Sneeuwvlok de Eskimo en maakte hij een kort tekenfilmpje over Ketelbinkie, een Rotterdams straatschoffie met bijzondere krachten. Ook gaf hij tekenles aan Jan Kruis.

### 1950-1960
Na de oorlog schiep hij samen met Ton van Heusden het tijdschrift Sneeuwvlok, waarvan tien nummers verschenen en dat in 1948 werd opgevolgd door de Ketelbinkie Krant. In deze bladen verscheen onder andere de strip Ketelbinkie van Meuldijk. In 1951 huwde hij Else Arntzenius en ging hij in de buurt van Rockanje wonen. Uit het huwelijk werden twee kinderen geboren: Mark en Belinda.
Eind jaren vijftig leverde Meuldijk regelmatig teksten voor de radio. Hij schreef hoorspelen voor de VARA en die omroep nodigde hem daarna uit ook voor televisie te schrijven. Meuldijk ging akkoord en bedacht een clown, die hij Pipo noemde. In 1958 werd de eerste aflevering van Pipo de Clown uitgezonden. Dat was het begin van een serie, die 22 jaar lang te zien zou zijn.

### 1960-1980
Meuldijk onderbrak het schrijven aan Pipo de Clown in 1962, toen hij ter afwisseling 15 afleveringen van de jeugdserie Mik & Mak schreef en in respectievelijk 1965 en 1966 de jeugdseries Rats en lepel en Timtatoe. Pipo de Clown werd echter de grootste creatie van Meuldijk. Twee decennia lang schreef hij aan de serie. Pipo beleefde zijn avonturen op tv, maar ook in boeken en verhalen. Zo verschenen tussen 1961 en 1964 acht Pipo-verhalen als feuilleton in Donald Duck, met illustraties van Jan Wesseling, met titels als Pipo en de Ridderschrik, Pipo en het oog van Ox en Pipo en het Room-IJse Rijk.
Nadat Meuldijks huwelijk in een scheiding was geëindigd, vertrok hij in 1973 naar Spanje, waar hij zich enkele jaren later vestigde in de buurt van het zuidelijke dorpje Vera. Toen het succes van Pipo in de jaren zeventig afnam, zette de VARA de serie stil en ging Meuldijk scènes voor Sesamstraat schrijven. In 1977 schreef hij de kinderserie Koning Bolo.

### 1990-2007
Meuldijk leefde jarenlang betrekkelijk anoniem, maar werd in 1997 door Ivo Niehe Producties gevraagd het scenario te schrijven voor een nieuwe Pipo-serie. Na de nodige strubbelingen werd in 1999 een nieuwe Pipo-serie opgenomen, maar deze haalde de buis niet. Wel werd Pipo en de Bosbas een videohit. Het bleek dat een nieuwe generatie kinderen de clown in het hart sloot. Endemol vroeg Meuldijk het scenario te schrijven voor de film Pipo en de p-p-parelridder, die in 2003 in de bioscoop zou komen. Op die manier was Meuldijk weer terug bij zijn grote creatie uit de jaren vijftig, de clown Pipo.
Meuldijk werd in 1961 onderscheiden met de Zilveren Nipkowschijf en in 2003 door Het Stripschap met de Bulletje en Boonestaak Schaal. Hij overleed in december 2007 op 85-jarige leeftijd.